# Duque de Lencastre
Duque de Lencastre ou Lancaster é um antigo título de nobreza inglês, criado três vezes na Idade Média, ambas no Pariato da Inglaterra, que finalmente se fundiu à Coroa quando Henrique V assumiu o trono em 1413. Apesar da extinção do ducado, o título continuou a ser usado para se referir ao monarca reinante do Reino Unido em relação ao Condado Palatino de Lencastre e ao Ducado de Lencastre, uma propriedade mantida separadamente do Crown Estate para o benefício do soberano.

## História
Houve três criações do ducado de Lancaster durante os séculos XIV e XV. A primeira criação foi em 6 de março de 1351 para Henrique de Grosmont, 4.º Conde de Lencastre, bisneto de Henrique III; ele também foi 4.º Conde de Leicester, 1.º Conde de Derby, 1.º Conde de Lincoln e Lorde de Bowland . Quando ele morreu em 1361, o título de nobreza foi extinto.
A segunda criação foi em 13 de novembro de 1362, para João de Gante, 1.º Conde de Richmond e terceiro filho sobrevivente do rei Eduardo III . Ele se tornou genro de Henrique de Grosmont por meio de seu casamento com Branca de Lencastre, segunda filha de Henrique e eventual herdeira. Quando Gante morreu em 4 de fevereiro de 1399, o ducado passou para seu filho, Henrique de Bolingbroke, 1.º Duque de Hereford. Mais tarde, naquele mesmo ano, Bolingbroke usurpou o trono da Inglaterra de Ricardo II, tornando-se Henrique IV, momento em que o ducado se fundiu à Coroa.
Henrique recriou o ducado em 10 de novembro de 1399 para seu filho mais velho, Henrique de Monmouth, Príncipe de Gales. Em 1413, Monmouth ascendeu ao trono como Rei Henrique V e o ducado se fundiu novamente à coroa, onde permanece desde então.
No entanto, o título continua a ser usado para se referir ao monarca em relação a Lancashire e ao Ducado de Lancaster, a propriedade associada ao antigo ducado. Era costume em jantares formais nos limites históricos do condado de Lancashire e nos regimentos lancastrianos das forças armadas que o Brinde Leal fosse anunciado como "O Rei, Duque de Lancaster". Além disso, em Lancaster ainda é comum ouvir o hino nacional cantado como "Deus salve nosso gracioso Rei, viva nosso nobre Duque ". Entretanto, a base legal para o soberano usar o título tem sido contestada, pois o direito à herança do título só surge a cada criação, o que é diferente do direito da coroa à propriedade do ducado após a fusão. Em particular, foi dado a Jorge V aconselhamento jurídico de que era “extremamente improvável” que ele fosse o duque de Lancaster.